# George Madison
George Madison (junho de 1763 — 14 de outubro de 1816) foi um político dos Estados Unidos, o 6º governador do Kentucky. Ele foi o primeiro governador de Kentucky a morrer no cargo, exerceu por apenas algumas semanas em 1816. Pouco se sabe da infância de Madison. Ele foi um membro da influente família Madison da Virgínia e era primo segundo do Presidente James Madison. Ele serviu com distinção nas três guerras – a guerra revolucionária, northwest indian war e guerra de 1812. Ele foi ferido duas vezes na guerra aos índios do noroeste, e na guerra de 1812, foi feito prisioneiro após a batalha de Frenchtown.
A experiência política de Madison antes de se tornar governador em parte foi obtida através de um período de vinte anos como auditor do estado. Embora o serviço militar tenha feito Madison extremamente popular em Kentucky, ele não tinha interesse político além do cargo que exercia, então muitos cidadãos insistiram para que ele concorresse para governador em 1816, então aceitou. James Johnson, seu único adversário na disputa, desistiu precocemente devido à popularidade esmagadora de Madison, então Madison elegeu-se sem oposição. Porém algumas semanas após assumir Madison faleceu, sendo o primeiro governardor de Kentucky a morrer no cargo. Os opositores do seu vice-governador Gabriel Slaughter tentaram impedir que ele assumisse o cargo, mas sem êxito, pois ele tomou posse do cargo sucedendo Madison no governo.

## Início da vida
George Madison nasceu em junho de 1763, em uma região do Condado de Augusta que após se tornou o Condado de Rockingham na Virgínia. Seus pais foram João e Agatha (Strother) Madison. Seu irmão James tornou-se Bispo Episcopal da Virginia e Presidente da William and Mary College (Universidade). Outro irmão foi o capitão Thomas Madison. Ele também era primo segundo do Presidente James Madison.
Madison foi educado em escolas locais, tendo recebido aulas particulares em casa. Antes da idade legal de alistamento militar ele ingressou como mercenário no Exército Continental durante a guerra revolucionária.
Não se sabe quando Madison mudou-se para Kentucky, mas registros de terras no Condado de Lincoln indicam que ele e seu irmão Gabriel chegaram em meados de 1784. Ele casou com Jane Smith e tiveram quatro filhos, Agatha, William, Myra e George. Jane Smith-Madison morreu em 1811.[b]

## Como combatente na guerra aos índios do noroeste
Madison comabateu na milícia de Kentucky durante guerra aos índios do noroeste. Ele era um subalterno do major de exército Arthur St. Clair na derrota americana na batalha do Wabash em 4 de novembro de 1791. Durante a retirada, um soldado chamado William Kennan encontrou Madison sentado em um tronco. Kennan estava sendo perseguido por índios e chamou Madison para combaterem, mas Madison, que já era conhecida por ser de constituição frágil, revelou que estava ferido gravemente e estava sangrando profusamente. Para ajudá-lo Kennan rapidamente pegou um cavalo abandonado que estava perto e juntos montados escaparam.
Mais tarde na guerra, Madison serviu sob o comando do major John Adair. Em 5 de novembro de 1792, os soldados de Adair estavam acampados perto de Fort St. Clair, quando foram emboscados por um grupo indígena comandados pelo "tartaruga pequena". Adair ordenou uma retirada, chamou seus combatentes e separou em três grupos. Ele ordenou que aqueles que estivessem sob o comando de Madison atacariam o inimigo pelo flanco (manobra militar em ofensiva para contornar as alas de posições inimigas em ataque pelos lados ou retaguarda). Mas eles falharam e Madison foi novamente ferido em batalha. Após esse embate o Major Adair e seu grupo retiraram-se para o Fort St. Clair. No relatório do Major Adair endereçado ao brigadeiro-general James Wilkinson, ele escreveu: "A bravura e conduta de Madison não precisam nenhum comentário, elas são muito conhecidas."

## Carreira política
O governador Isaac Shelby nomeou Madison como auditor de contas públicas em 7 de março de 1796. Ele exerceu essa função por vinte anos, embora ele nunca tenha desejado uma função maior, o historiador Lewis Collins opinou que "não havia nenhuma atividade ou talento pessoal que ele não pudesse alcançar facilmente sem grandes esforços. Em 1800, tornou-se um curador do Seminário de Kentucky localizado no Condado de Franklin. Em 5 de dezembro de 1806, ele participou de um grande júri, que se recusou a indiciar Aaron Burr por traição. Neste mesmo ano ele foi nomeado diretor do Banco de Kentucky.
Durante a guerra de 1812 o governador Shelby convocou voluntários para servir no exército do noroeste. Então o coronel John Allen criou um regimento e Madison assumiu como segundo comandate. O regimento criado, conhecido como o 1º Regimento de Rifle dos Voluntários de Kentucky, lutou com James Winchester no batalha de Frenchtown. Winchester foi capturado pelo general Henry Procter e cerca de quatrocentos homens sob o comando de Madison repeliram várias forças dos britânicos. Quando os soldados de Madison acreditaram serem vitoriosos observaram a bandeira branca no meio da força britânica, mas a bandeira foi acenada por Winchester como uma ordem para força de Madison se render. Quando Madison percebeu Winchester acenando a bandeira, recusou a ordem de rendição pois como um prisioneiro Winchester não tinha autoridade para dar ordens. Proctor exigiu a rendição incondicional de Madison, mas Madison insistiu que os termos da rendição incluíam a proteção dos prisioneiros americanos por Proctor de seus aliados indígenas. Proctor inicialmente não aceitou qualquer oferta além de uma rendição incondicional, mas depois da promessa de Madison de que os americanos iriam "entregar suas vidas pelo maior preço possível", Proctor acabou por aceitar.
Proctor tinha todos soldados como prisioneiros e não estava em posição para fazer cumprir os termos combinados. Os sargentos foram libertados em condições de voltarem para casa. Madison e os outros oficiais foram levados para Fort Malden e após para uma prisão em Quebec. Os americanos feridos foram deixados sob os cuidados dos médicos americanos. Após a batalha, os índios saquearam as disposições americanas onde havia uma grande quantidade de whiskey. Bêbados e violentos abateram quase todos os americanos feridos, fato que ficou conhecido como o Massacre de River Raisin.
Madison foi libertado da prisão um ano após sua captura em uma troca de prisioneiros. Ele retornou ao Kentucky e na chegado foi homenageado com um grande banquete em 6 de setembro de 1814. Ele renunciou ao cargo de auditor de contas públicas em 1816 devido à saúde debilitada, mas aceitou o apelo público tornando-se candidato a governador naquele ano. James Johnson, o outro candidato ao cargo retirou-se da disputa devido à popularidade de Madison. Dessa forma Madison foi eleito sem oposição.

## Morte e consequências
Madison viajou para Blue Lick Springs para tratar sua saúde logo após a eleição, mas estava muito debilitado para regressar até Frankfort para cerimônia de posse. No Condado de Bourbon um juiz de paz tomou o juramento de posse em 5 de setembro de 1816 na casa de repouso. Seu ato oficial de governo foi a nomeação do Coronel Charles S. Todd como secretário de estado. Morreu em 14 de outubro de 1816 após algumas semanas de mandato. Madison está enterrado no cemitério de Frankfort.
Madison foi o primeiro governador de Kentucky a morrer no cargo. Os opositores de seu vice-governador Gabriel Slaughter imediatamente tentaram impedir sua ascensão para o cargo de governador. Alegavam que um governador não deveria exercer o cargo sem ter sido eleito pelo povo. Uma medida legal para uma eleição especial de governador facilmente passou na câmara dos representantes do estado, mas não passou no senado com uma diferença de votos de 18 para 14. Gabriel Slaughter foi autorizado a exercer os poderes do governador, mas muitos funcionários do governo e os cidadãos do Estado recusaram-se a chamá-lo por esse título, optando por "vice-governador" ou "tenente governador"..